# خليفة كندي حاتم
خليفة كندي حاتم هي قرية في مقاطعة هشترود، إيران. عدد سكان هذه القرية هو 228 في سنة 2006.